# Prince George County
Prince George County ist ein County im US-Bundesstaat Virginia der Vereinigten Staaten. Im Jahr 2020 hatte das County 43.010 Einwohner und eine Bevölkerungsdichte von 62,5 Einwohnern pro Quadratkilometer. Der Verwaltungssitz (County Seat) ist Prince George.

## Geographie
Prince George County liegt im mittleren Osten von Virginia und hat eine Fläche von 730 Quadratkilometern, wovon 42 Quadratkilometer Wasserfläche sind. Es grenzt im Uhrzeigersinn an folgende Countys: Charles City County, Surry County, Sussex County, Dinwiddie County und Chesterfield County.

## Geschichte
Gebildet wurde es 1703 aus Teilen des Charles City County. 

## Demografische Daten

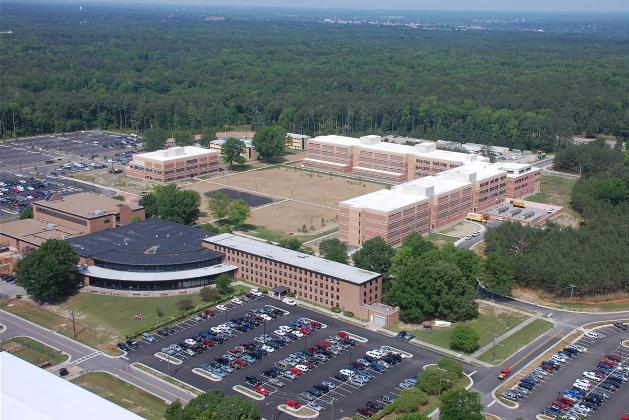
Die Army Logistics University bei Fort Lee

Alterspyramide des Prince George County

Nach der Volkszählung im Jahr 2000 lebten im Prince George County 33.047 Menschen. Davon wohnten 4.968 Personen in Sammelunterkünften, die anderen Einwohner lebten in 10.159 Haushalten und 8.096 Familien. Die Bevölkerungsdichte betrug 48 Einwohner pro Quadratkilometer. Ethnisch betrachtet setzte sich die Bevölkerung zusammen aus 60,93 Prozent Weißen, 32,54 Prozent Afroamerikanern, 0,42 Prozent amerikanischen Ureinwohnern, 1,73 Prozent Asiaten, 0,15 Prozent Bewohnern aus dem pazifischen Inselraum und 2,19 Prozent aus anderen ethnischen Gruppen; 2,03 Prozent stammten von zwei oder mehr ethnischen Gruppen ab. 4,92 Prozent der Bevölkerung waren spanischer oder lateinamerikanischer Abstammung.
Von den 10.159 Haushalten hatten 41,9 Prozent Kinder und Jugendliche unter 18 Jahre, die bei ihnen lebten. 63,5 Prozent waren verheiratete, zusammenlebende Paare, 12,2 Prozent waren allein erziehende Mütter, 20,3 Prozent waren keine Familien, 17,2 Prozent waren Singlehaushalte und in 5,8 Prozent lebten Menschen im Alter von 65 Jahren oder darüber. Die Durchschnittshaushaltsgröße betrug 2,76 und die durchschnittliche Familiengröße lag bei 3,11 Personen.
Auf das gesamte County bezogen setzte sich die Bevölkerung zusammen aus 25,1 Prozent Einwohnern unter 18 Jahren, 13,6 Prozent zwischen 18 und 24 Jahren, 33,3 Prozent zwischen 25 und 44 Jahren, 20,8 Prozent zwischen 45 und 64 Jahren und 7,3 Prozent waren 65 Jahre alt oder darüber. Das Durchschnittsalter betrug 32 Jahre. Auf 100 weibliche Personen kamen 117,0 männliche Personen. Auf 100 Frauen im Alter von 18 Jahren oder darüber kamen statistisch 120,9 Männer.

Das jährliche Durchschnittseinkommen eines Haushalts betrug 49.877 USD, das Durchschnittseinkommen der Familien betrug 53.750 USD. Männer hatten ein Durchschnittseinkommen von 37.363 USD, Frauen 26.347 USD. Das Prokopfeinkommen betrug 20.196 USD. 6,5 Prozent der Familien und 8,0 Prozent der Bevölkerung lebten unterhalb der Armutsgrenze. Davon waren 11,4 Prozent Kinder oder Jugendliche unter 18 Jahre und 8,3 Prozent waren Menschen über 65 Jahre.